# Samurai Cop
Samurai Cop ist ein US-amerikanischer Actionfilm produziert und verfasst von Amir Shervan.

## Handlung
Joe Marshall, der in Japan zum Samurai ausgebildet wurde, und Frank Washington sind zwei Polizeibeamte, die die rücksichtslosen Aktivitäten der „Katana“, einer abtrünnigen „Yakuza“-Bande, stoppen müssen. Die besagte Bande setzt sich zusammen aus gewalttätigen und sadistischen Killern, die den Drogenhandel in Los Angeles führen wollen. Das Werk nimmt Anleihen bei der Lethal-Weapon-Reihe, da hier – ebenso wie in Lethal Weapon – ein afroamerikanischer (Washington) und ein weißer Cop (Marshall) gemeinsam ermitteln.

## Produktion
Produzent, Regisseur und Drehbuchautor Amir Shervan war ein Iraner, der in seinem Heimatland bereits viele Filme gedreht hatte, und nach der Iranischen Revolution seine Karriere als B-Movie-Produzent in den USA fortsetzte. Nach Erinnerungen von Hauptdarsteller Matt Hannon sollte der Film sich bewusst an Lethal Weapon orientieren. Drehstart war im Juni 1990. Shervan sei ein cholerischer Mann gewesen und habe darauf bestanden, dass die Darsteller wortgenau seinem Drehbuch folgten.

## Rezeption
Samurai Cop wird als einer der schlechtesten Filme überhaupt angesehen, entwickelte sich aber gerade deswegen im Laufe der Jahre zu einem Kult-Klassiker.

„Wenn ‚Knight Rider‘ auf den ‚Last Samurai‘ trifft, kommt ‚Samurai Cop‘ heraus. ‚Der Film ist so schlecht, dass er schon wieder sehenswert ist.‘“

„Samurai Cop (1991) ist zweifelsfrei einer der schlechtesten Actionfilme, die je gedreht wurden. Mit seinem absurden Drehbuch und grotesken Stunts lässt er das Herz eines jeden B-Movie-Liebhabers höher schlagen. So ging der Film als VHS und bei YouTube viral, ohne es jemals ins Kino geschafft zu haben. Ein Glücksfall nicht nur für alle Trashmovie-Fans, sondern auch für den Hauptdarsteller Matt Hannon, dem der Hype ein Vierteljahrhundert später zu unverhofftem Ruhm verhilft.“

Die Erstausstrahlung des Filmes im deutschen Fernsehen erfolgte am 4. August 2017 auf Tele 5 im Rahmen der Reihe Die schlechtesten Filme aller Zeiten.

## Fortsetzung
2015 erschien mit Samurai Cop 2: Deadly Vengeance eine Fortsetzung des Films. Die Regie übernahm Gregory Hatanaka. Die Darsteller des ersten Teils waren hier erneut in ihren Rollen zu sehen. Nur Robert Z’Dar war zwischenzeitlich verstorben.